# São Pedro da Serra
Pour les articles homonymes, voir São Pedro.
São Pedro da Serra est une ville brésilienne de la mésorégion métropolitaine de Porto Alegre, capitale de l'État du Rio Grande do Sul, faisant partie de la microrégion de Montenegro et située à 95 km au nord-ouest de Porto Alegre. Elle se situe à une latitude de 29° 25′ 18″ sud et à une longitude de 51° 30′ 49″ ouest, à une altitude de 463 m. Sa population était estimée à 3 117 en 2007, pour une superficie de 35 km2. L'accès s'y fait par la BR-470.
La colonisation commença en 1878 avec l'installation de Peter Lisenfeld, immigrant d'origine allemande. À sa suite arrivèrent d'autres colons de la seconde vague immigrante d'Allemagne. En hommage à son premier habitant européens, le lieu prit le nom de Linha São Pedro. Plus tard le toponyme devint São Pedro da Serra, en regard à la position géographique de l'endroit (Serra = "montagne").
L'économie de la municipalité est essentiellement agricole, avec des productions de kiwi, la citriculture, l'élevage de volailles et de porcs. L'industrie fabrique des fromages et des produits laitiers, des chaussures, des briques, des tubes de ciment et des meubles, entre autres choses.

## Villes voisines
- Barão
- Tupandi
- Salvador do Sul

## Note
1. ↑  IBGE
2. ↑  "Chemin São Pedro", Pedro étant la traduction portugais de Peter, "Pierre", en français